# Отати
Отати (итал. Ottati) је насеље у Италији у округу Салерно, региону Кампанија.
Према процени из 2011. у насељу је живело 586 становника. Насеље се налази на надморској висини од 511 м.

## Становништво
| 1931. | 1936. | 1951. | 1961. | 1971. | 1981. | 1991. | 2001. | 2011. |
| ----- | ----- | ----- | ----- | ----- | ----- | ----- | ----- | ----- |
| 1.351 | 1.534 | 1.671 | 1.522 | 1.444 | 1.220 | 998   | 809   | 680   |